# Sati (2002.)
Za božicu, pogledajte Sati (hinduistička božica), a za zabranjeni običaj, Sati (običaj).
Sati je nagrađivani film iz 2002. godine po romanu Michaela Cunninghama u režiji Stephena Daldryja o tri žene u različitim periodima, koje su međusobno povezane romanom Virginije Woolf: Mrs Dalloway. Radnja se događa tijekom jednog dana.
Film je bio jedan od najhvaljenijih filmova 2002. godine. Dobio je brojne nagrade i nominacije, među kojima i Zlatni globus za najbolju dramu i devet nominacija za nagradu Oscar. 

## Radnja
Film počinje scenom samoubojstva Virginije Woolf, 1941. godine u Sussexu, a zatim slijedi uvod koji prikazuje tri kratke scene iz tri paralelne priče sjmeštene u Richmondu, 1923., Los Angelesu, 1951. i New York Cityju, 2001. godine. Sve tri priče počinju jutrom. Sve tri priče povezane su romanom Mrs. Dalloway, koji Virginia Woolf (Nicole Kidman) počinje pisati, Laura Brown (Julianne Moore) čitati, a Clarissa Vaughan (Meryl Streep) živjeti. 
Laura Brown je domaćica nezadovoljna svojim životom, koja bi, kako film u jednom trenutku predlaže, bila sretnija da živi kao lezbijka. Ona priprema malu rođendansku proslavu za svog supruga, čija priča o vlastitoj sreći samo pojačava sliku njenog nezadovoljstva. Laura odlučuje ubiti se, ali se predomišlja i umjesto toga odlučuje, kako se na kraju filma otkriva, da rodi dijete koje je na putu i onda da napusti obitelj.
Clarissa Vaughan je lezbijka, koja živi sa svojom partnericom Sally i njihovom kćerkom Juliom. Ona priprema zabavu za svog prijatelja Richarda (Ed Harris), koji umire od AIDS-a. Richard Clarissu zove Mrs. Dalloway, smatrajući je ženom koja brine o njemu, jer nema svoj život i citira Virginiju Woolf da: "stalno priređuje proslave, kako bi prikrila tišinu".
Pored romana Mrs. Dalloway koji povezuje tri priče, kao zajednički elementi javljaju se samoubojstvo, homoseksualnost i konačno, pitanje: "Što znači biti živ?. Jedan od mogućih odgovora daje lik Virginije Woolf, koja dok planira "ubiti" svoju Mrs. Dalloway u romanu, odgovara svom suprugu: "Netko mora umrijeti, da bi drugi više cijenili život." 

## Uloge
1923.
- Nicole Kidman kao Virginia Woolf
- Stephen Dillane kao Leonard Woolf
- Miranda Richardson kao Vanessa Bell
- Lyndsey Marshal kao Lottie Hope
- Linda Bassett kao Nelly Boxall

1951.
- Julianne Moore kao Laura Brown
- John C. Reilly kao Dan Brown
- Jack Rovello kao Richie Brown
- Toni Collette kao Kitty
- Margo Martindale kao Mrs. Latch

2001.
- Meryl Streep kao Clarissa Vaughan
- Ed Harris kao Richard "Richie" Brown
- Allison Janney kao Sally Lester
- Claire Danes kao Julia Vaughan
- Jeff Daniels kao Louis Waters

## Kritike i prijem kod publike
Film Sati dobro je primljen kako kod kritičara, tako i kod publike, ostvarujući zaradu od 108 milijuna američkih dolara, što je četiri put više od njegova proračuna.
Naročite pohvale dobile su tri glavne glumice, a među njima posebno Nicole Kidman. U kritikama se često spominje maska - lažan nos i perika koji su je učinili gotovo neprepoznatljivom. Kidman je dobila i Zlatni globus i Oscar.

## Nagrade i nominacije
Oscari:
- Oscar za najbolju glavnu glumicu: Nicole Kidman
- Nominacija: Oscar za najbolji film
- Nominacija: Oscar za najboljeg sporednog glumca: Ed Harris
- Nominacija: Oscar za najbolju sporednu glumicu: Julianne Moore
- Nominacija: Oscar za najbolju režiju: Stephen Daldry
- Nominacija: Oscar za najbolji adaptirani scenarij: David Hare
- Nominacija: Oscar za najbolji kostim
- Nominacija: Oscar za najbolju montažu
- Nominacija: Oscar za najbolju glazbu

Berlinale:
- Srebrni medvjed za najbolju glumicu: Nicole Kidman, Meryl Streep i Julianne Moore
- Nagrada čitalačkog žirija "Berliner Morgenpost"-a: Stephen Daldry
- Nominacija: Zlatni medvjed: Stephen Daldry

BAFTA:
- Nagrada Anthony ASquith za filmsku glazbu: Philip Glass
- Najbolja glavna glumica: Nicole Kidman
- Nominiran je još u 9 kategorija.

Medijska nagrada GLAAD:
- Najbolji film

Zlatni globus:
- Zlatni globus za najbolji film – drama
- Zlatni globus za najbolju glumicu – drama
- Nominiran je još u 5 kategorija.